# Massimiliano Esposito
Massimiliano Esposito, detto Max (Napoli, 27 maggio 1972), è un allenatore di calcio, giocatore di beach soccer ed ex calciatore italiano, di ruolo attaccante o centrocampista.
In carriera ha totalizzato complessivamente 172 presenze e 16 reti in Serie A e 121 presenze e 12 reti in Serie B.

## Carriera

### Calcio
Dopo gli inizi della carriera nel Catanzaro in Serie C2, nell'estate 1993 viene ingaggiato dalla Reggiana, che si accinge a disputare il suo primo campionato di Serie A. Con i granata si impone immediatamente come titolare, e realizza nelle ultime 9 partite di campionato ben cinque reti (di cui una in ognuno degli ultimi tre incontri) che risulteranno decisive per la salvezza degli emiliani. In particolare è fondamentale la rete messa a segno della vittoriosa sfida di San Siro all'ultima giornata contro il Milan vincitore dello scudetto, che permette alla Reggiana di superare in extremis il Piacenza.
Resta in Emilia anche nella Serie A 1994-1995, ma in questo caso le quattro reti all'attivo non sono sufficienti a evitare il penultimo posto finale con conseguente retrocessione in Serie B. Esposito tuttavia resta in massima serie, in quanto viene acquistato dalla Lazio vicecampione d'Italia.
Fra i biancocelesti, dopo un brillante avvio (doppietta all'esordio al Piacenza) non riesce a imporsi appieno (17 incontri disputati in campionato, con tre reti all'attivo), e a fine stagione passa al Napoli, con cui disputa la stagione 1996-1997 e l'inizio della successiva, per poi accettare di disputare per la prima volta in carriera il campionato cadetto in prestito al Verona.

Esposito (accosciato, primo da destra) al Perugia nella stagione 1999-2000

A fine stagione torna al Napoli, nel frattempo retrocesso in Serie B, in un'annata che i partenopei chiudono al nono posto. A fine stagione Esposito ritorna comunque in massima serie dove resterà per tre anni consecutivi difendendo i colori di Perugia, Brescia (una stagione e mezza) e Chievo (da gennaio a giugno 2002). Seguiranno poi quattro stagioni in serie B con Ternana, Venezia e Triestina.
Abbandonato il calcio di alto livello, ha quindi militato nell'Abano Calcio, formazione della provincia di Padova con cui ha disputato il campionato di Promozione ed Eccellenza Veneto.
Nella stagione 2009-2010 scende ulteriormente di categoria e va a giocare nel Saccolongo, compagine della provincia di Padova in Prima Categoria.Inoltre fa parte dello staff tecnico del settore giovanile del Calcio Padova con il ruolo di collaboratore tecnico.
Nell'estate 2010, dopo le parentesi con Abano e Saccolongo, si era accordato con il Monselice ma il trasferimento era poi saltato, portandolo a giocare con il Boara Pisani in Prima Categoria. Nell'estate 2011 viene ingaggiato dalla neopromossa in Prima Categoria, Janus Selvazzano, squadra di Selvazzano Dentro, nella quale ricopre il doppio ruolo di allenatore-giocatore.
Allenatore
Nel 2015 diventa l'allenatore dei Giovanissimi Regionali della Polisportiva Sacra Famiglia di Padova. Nel 2018, ritorna al Padova, come tecnico della formazione Under 13. Nel 2023 torna nuovamente al Sacra Famiglia di Padova , per allenarlo in seconda categoria
Dirigente
Nel 2024 diventa proprietario del Sacra Famiglia a Padova

### Beach Soccer
Attivo anche nel beach soccer, gioca per il Coil Lignano Sabbiadoro con la quale ha vinto la Coppa Italia nel 2008. Inoltre gioca anche per la nazionale italiana con la quale ha partecipato ai mondiali del 2008 arrivando secondo. Il 26 luglio 2010 assume l'incarico di player-manager della Nazionale di beach soccer dell'Italia. Nel 2015 annuncia le dimissioni dalla guida della Nazionale di Beach Soccer. Nel 2015 conquista la medaglia d'oro agli europei di Baku

## Palmarès

### Beach Soccer
- Coppa Italia: 1

Coil Lignano Sabbiadoro: 2008